# Cabezo de Alcalá
Cabezo de Alcalá es un conjunto arqueológico localizado en las cercanías de Azaila, en la comunidad de Aragón (España). El conjunto comprende una acrópolis, varias edificaciones colindantes y una necrópolis celta.
Actualmente, está considerado como BIC (Bien de Interés Cultural) (fue declarado Monumento histórico-artístico perteneciente al Tesoro Artístico Nacional mediante decreto de 3 de junio de 1931).

## Historia

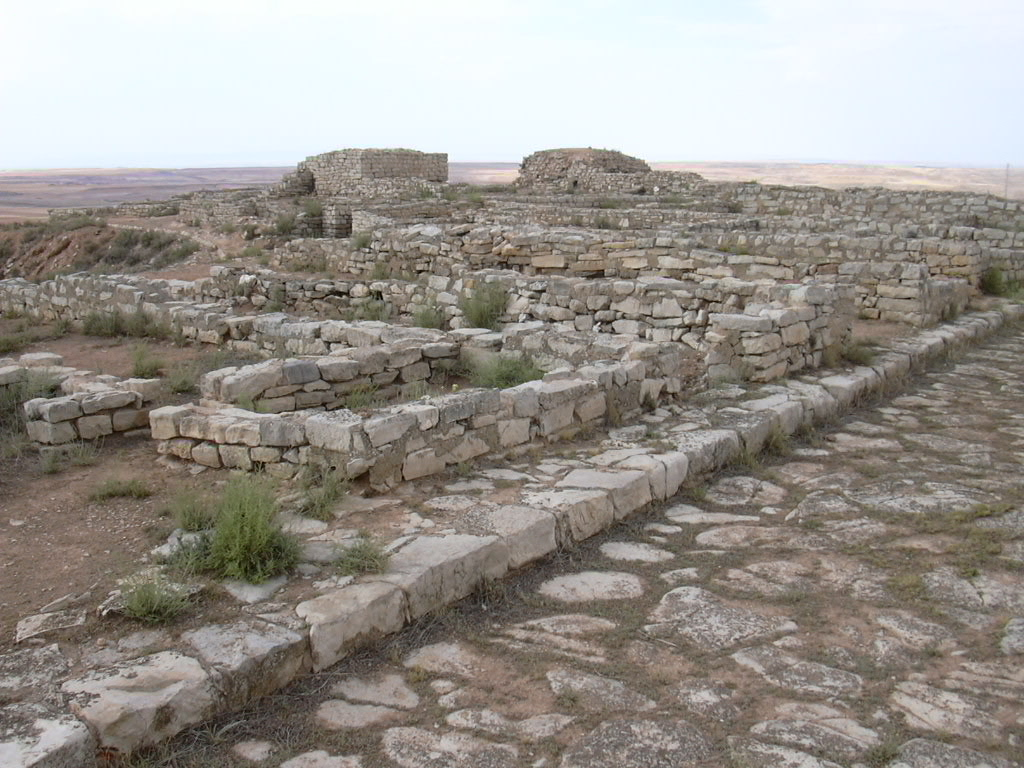
Vista de la acrópolis, con restos de torres al fondo

La acrópolis fue inicialmente poblada por celtas de la cultura de los campos de urnas hacia el siglo IX a. C. Ocuparon la cima amesetada de un cabezo en las cercanías del río Aguasvivas, que les proporcionaba una fácil defensa y una relativa cercanía al agua. La estratégica posición permitía controlar el valle de dicho río. También se ha conservado la necrópolis, un campo de urnas. La ciudad celta fue destruida durante las guerras púnicas, hacia el siglo III a. C., y sus restos se encuentran bajo el nivel que se puede visitar.
Fue reconstruida por indígenas íberos, probablemente sedetanos. La ciudad se extendía más allá de la acrópolis conservada, con un barrio comercial (conservado) y casas de agricultores y clases más desfavorecidas extramuros. Estos barrios y casas no están excavadas y en parte han sido destruidas por actividades agrícolas y económicas modernas. En total se calcula una población aproximada de unos 3000 habitantes. La población se fue romanizando paulatinamente, aunque manteniendo su carácter nativo.
La destrucción de esta segunda población fue a raíz de las Guerras Civiles Romanas o Guerras Sertorianas. En el año 75 o 76 a. C. las tropas de Pompeyo pusieron sitio a la ciudad, partidaria de Sertorio. Para poder entrar en el recinto amurallado, construyeron una rampa (agger) con los materiales de las casas de los barrios externos y argamasa (caementicium). La rampa les permitió atravesar el foso y las murallas, con lo que consiguieron entrar destruyendo todo a su paso. La ciudad no volvió a reconstruirse.
No se conoce el nombre antiguo de la ciudad aunque algunos de los investigadores han propuesto que se trata de Sedeisken, la capital de los sedetanos, y otros sitúan aquí la ceca de Belikiom. Últimamente se tiende a negar esta posibilidad debido a que la existencia de la ciudad de Sedeisken se conoce por inscripciones monetales y en Cabezo de Alcalá no se acuñó moneda. Aparte de marcas de alfarero en las magníficas cerámicas halladas, no se han encontrado otros textos de importancia.

## El estudio arqueológico

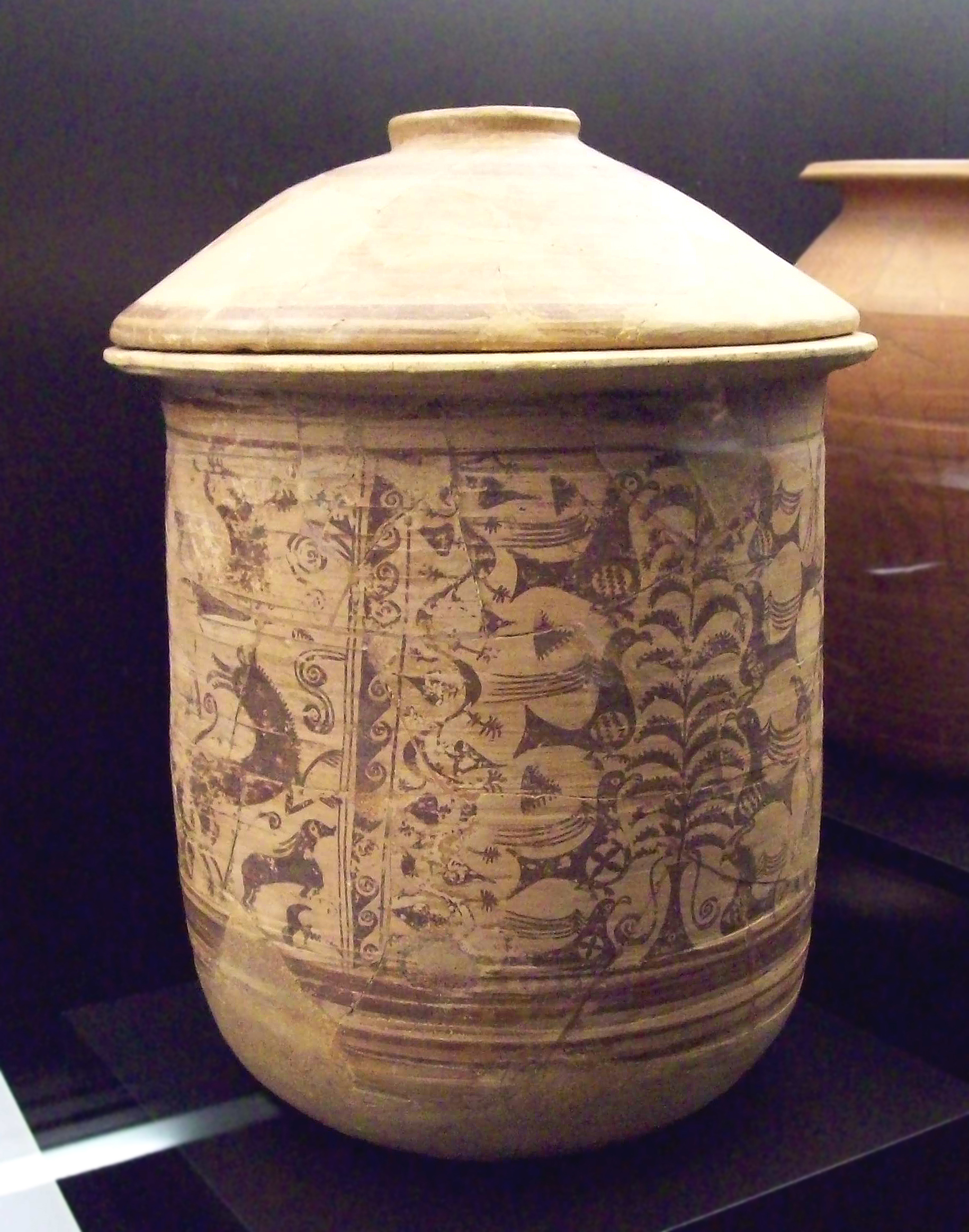
Cálato ibero del siglo II a. C. hallado en Cabezo de Alcalá (M.A.N., Madrid).

El yacimiento fue descubierto en 1885 por Pablo Gil y Gil, que encontró gran cantidad de cerámica pintada en el cerro. Atribuyó correctamente la cerámica a los íberos y reconoció la influencia helénica en la pintura. Pierre Paris compró más tarde algunas de las cerámicas para el Louvre, con lo que el yacimiento hallaría reconocimiento mundial.
Desde 1919 Juan Cabré Aguiló excava científicamente el Cabezo de Alcalá y lo hará, con una interrupción durante la Guerra Civil, hasta 1944. Cabré publicó sus numerosos hallazgos en varias obras, entre las que destaca La cerámica de Azaila.
A partir de los años 1960 Antonio Beltrán Martínez y Miguel Beltrán Lloris continuarán las excavaciones. Los estudios de ambos arqueólogos han permitido obtener el estado actual de conocimiento del yacimiento.

## El yacimiento
La entrada a la acrópolis se realiza a través de un pequeño puente que atraviesa el foso de la segunda muralla. Actualmente de hormigón, en su momento era de piedra con la parte central de madera, desmontable (no levadizo) en caso de ataque.

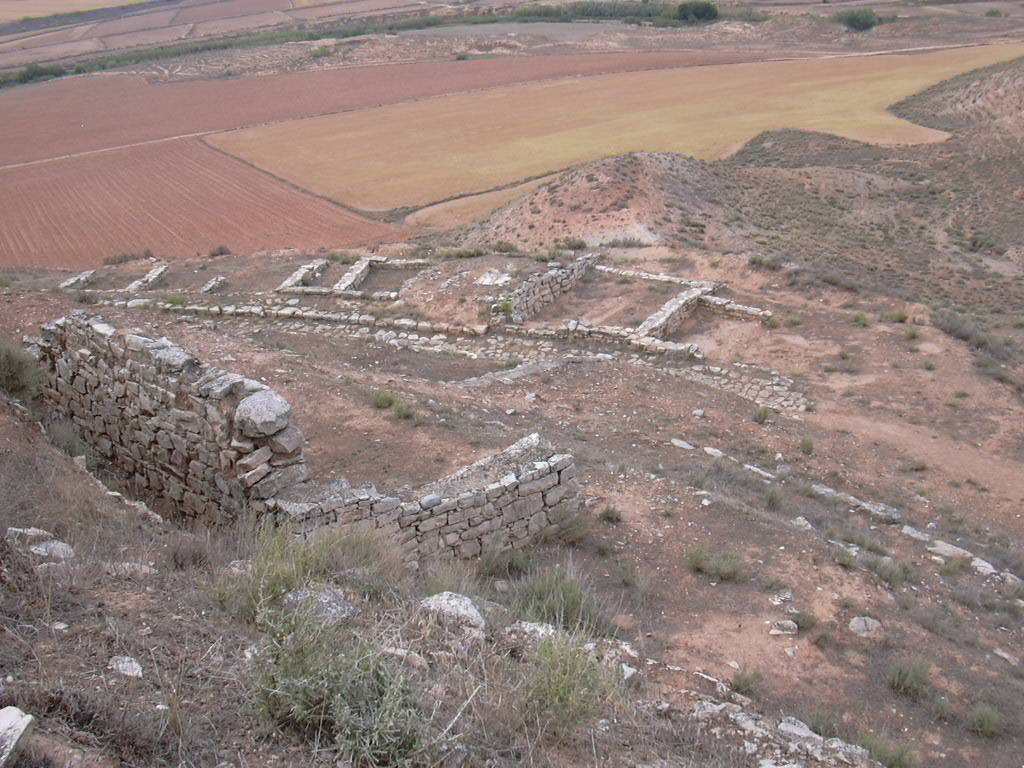
Barrio comercial extramuros, con calle empedrada en el centro

Se sube por un camino en zigzag hasta el aljibe de 660.000 litros de capacidad y 10 metros de profundidad, al que desembocan las calles de la población, recogiendo así el agua de la lluvia. El aljibe posee paredes de piedra que estuvieron enlucidas para hacerlo impermeable. El agua del aljibe era usada sólo en caso de sequía o de asedio, aunque más tarde se cree que también se usó para las termas. El agua para uso diario era recogida en el río Aguasvivas, a unos cientos de metros del poblado.
La ciudad es alargada y se extiende a lo largo de la cima del promontorio. Una calle central, a la que desembocan las demás, la recorre de punta a punta. Las calles son de estilo romano: empedradas y con aceras a los lados. En la parte más alta, en uno de los extremos, se encuentran los restos de dos torres de vigía que se suponen con una superestructra de madera. Detrás de las torres se encontraba un edificio relativamente grande que se cree serviría de cuartel. Se cree que la zona era la posición más fortificada de la ciudad.

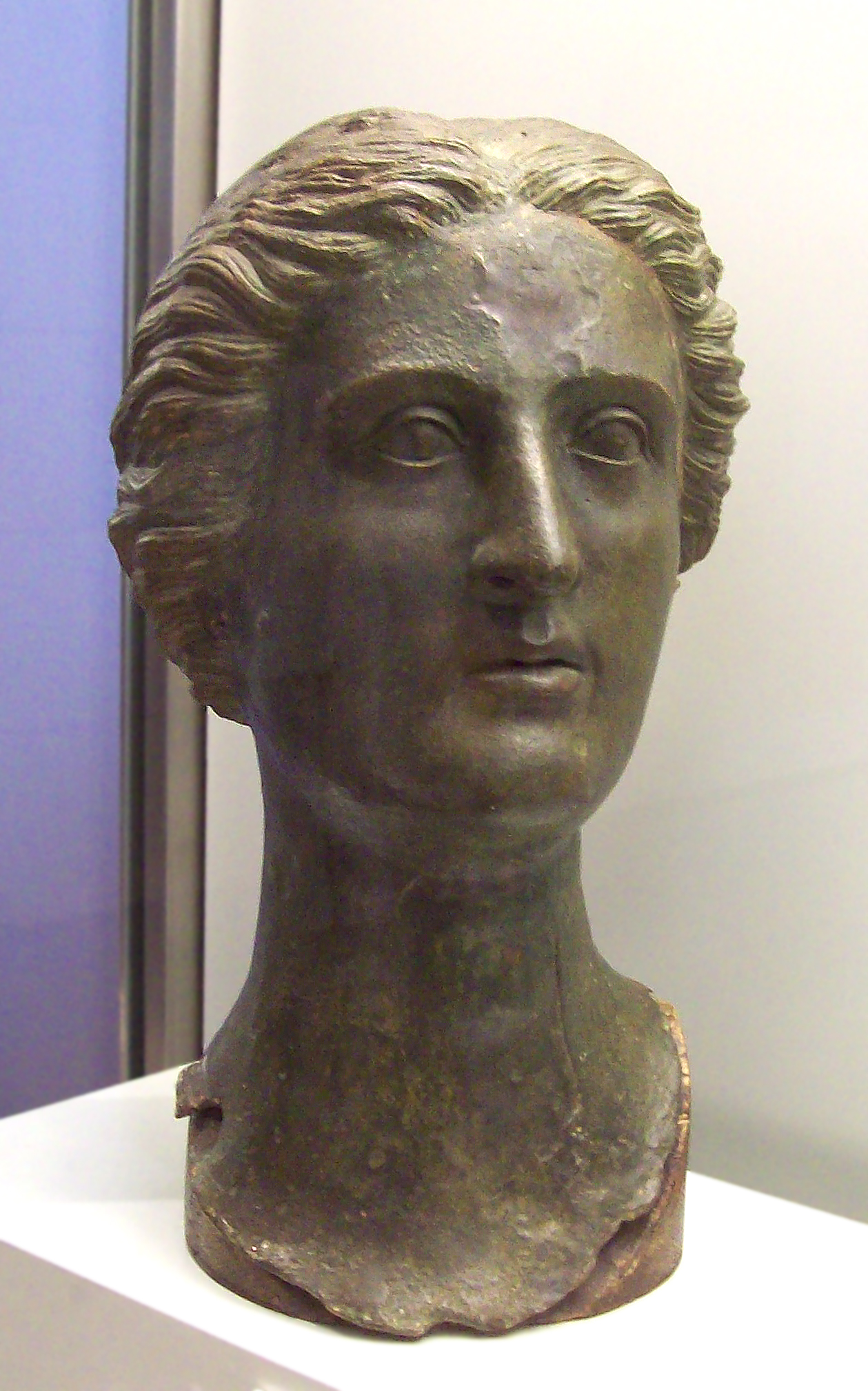
Cabeza femenina romana (M.A.N., Madrid)
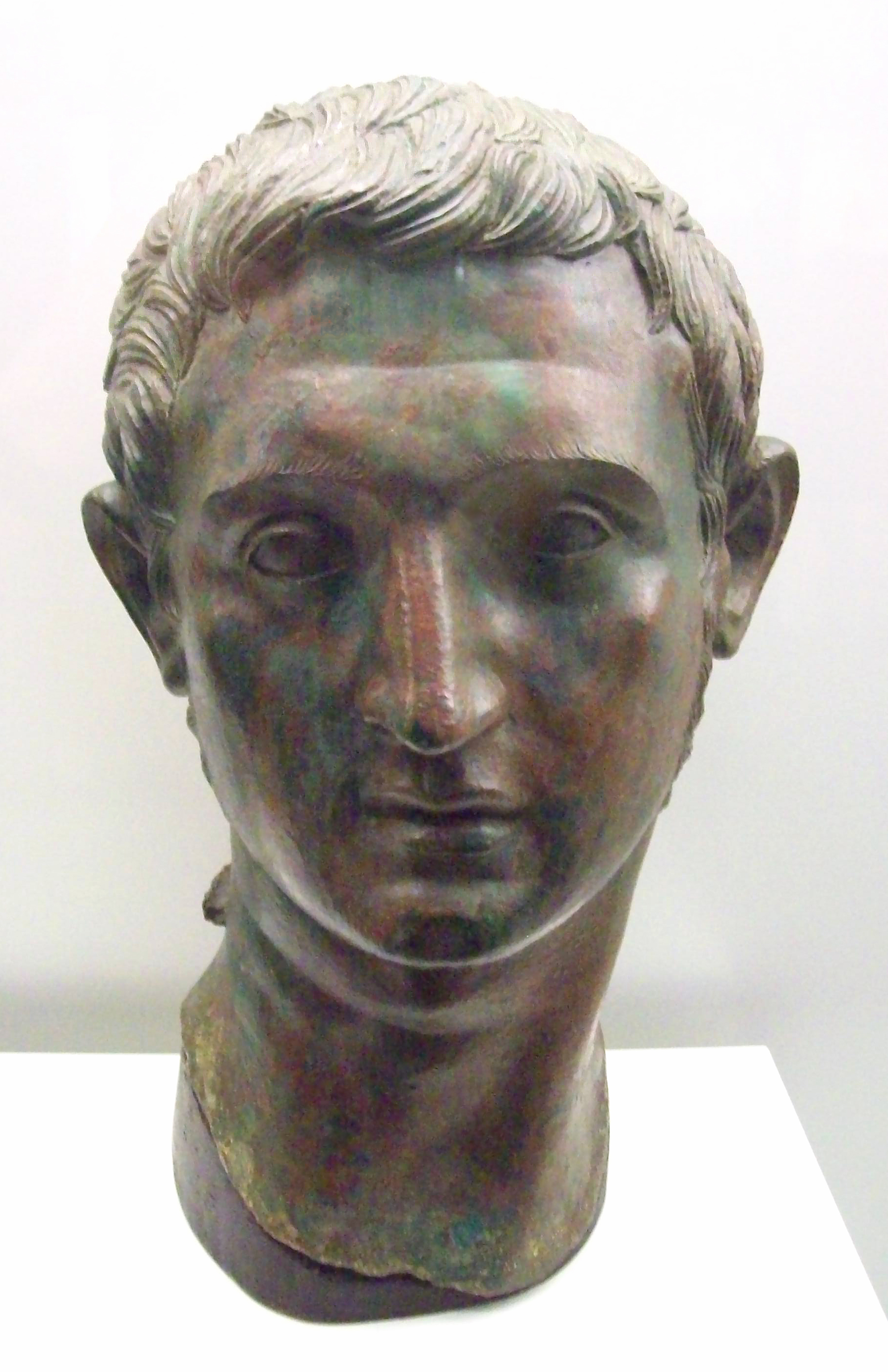
Cabeza masculina romana (M.A.N.)

El barrio comercial se encuentra fuera del primer recinto mural. Las tiendas se distribuyen a lo largo de una calle empedrada a derecha e izquierda. El molino, en cambio, no se encuentra en el barrio comercial, sino en la acrópolis, en lo que se ha llamado la panadería. Aún se pueden observar las piedras de molino utilizadas.

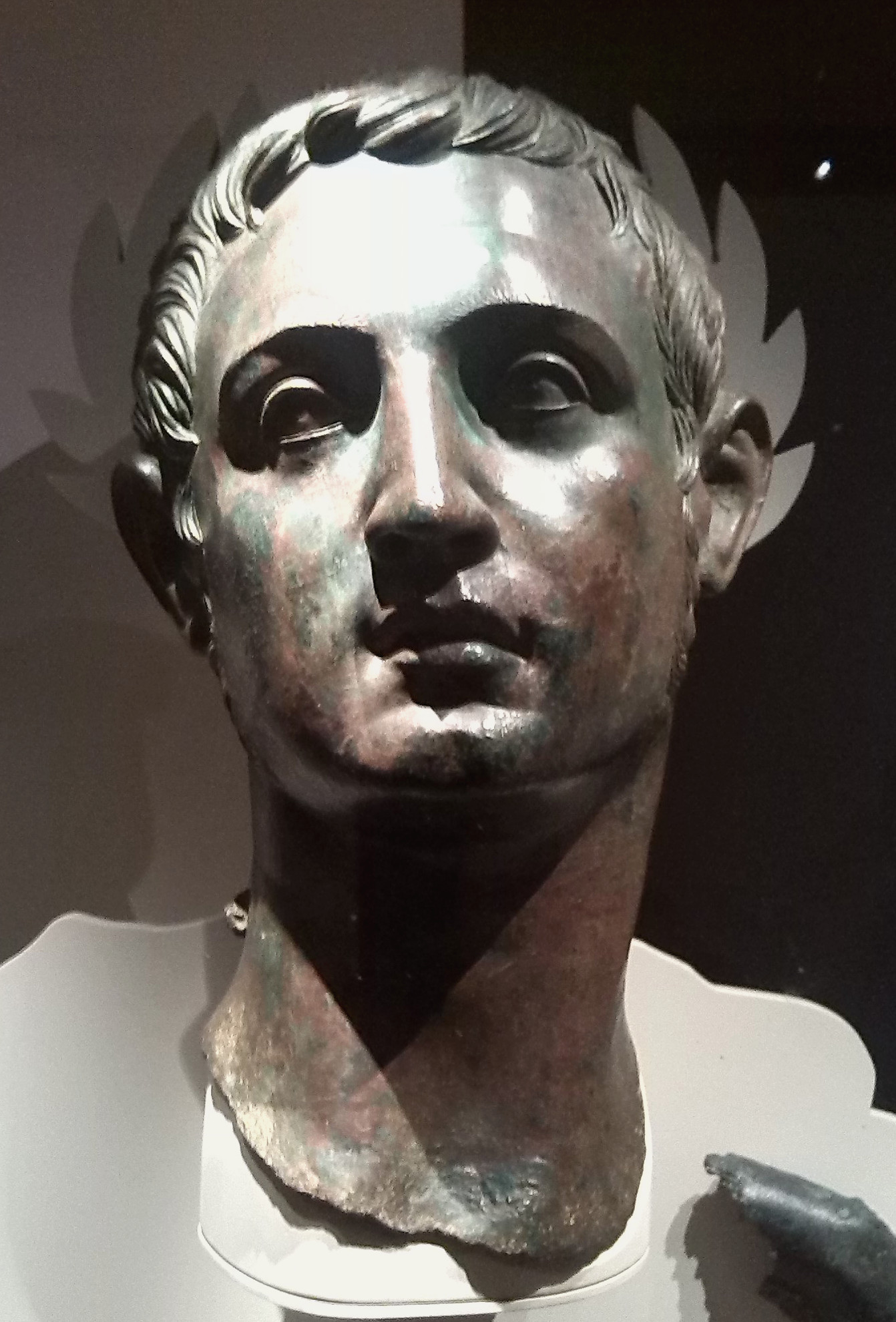
Cabeza de bronce iberorromana (125 a. C.-76 a. C.). Representa a un joven jefe local ibero divinizado. Influida por la escultura romana, imita las representaciones de Pompeyo. Apareció junto a otra femenina (MAN, inv. 32645) que representaba a Niké, en el santuario gentilicio (templo B). Formaban parte de un grupo en el que la diosa de la victoria ponía una corona al joven que sujetaba por las riendas un caballo. Se conservan otras partes de su cuerpo: pies, manos, y restos de su vestimenta (inv. 1943/69/753, 754 y 756 a 766). Muestra la romanización experimentada por los pueblos ibéricos de la zona a finales del siglo II a. C.

### El templo
El templo se encuentra en el cruce de la calle de entrada con la calle principal. Es un recinto pequeño dividido por una tarima en la que se encuentran cuatro huecos. Se cree que los huecos corresponden a los lugares en los que estaban anclados varias estatuas de bronce. Del conjunto se conservan una cabeza femenina y una masculina que actualmente se encuentran en el Museo Arqueológico Nacional (se pueden ver copias en el Centro de Interpretación de Azaila). Se cree, dadas las huellas en la roca que conformaba el suelo, que formaban un conjunto escultórico en el que un joven noble local, heroizado y luciendo estética romana a imitación de la de Pompeyo, tira de un caballo mientras es coronado por una figura femenina, posiblemente la diosa romana Victoria (Niké) o algún equivalente local, que se encontraba suspendida en el aire (puesto que faltan las marcas correspondientes a dicha estatua).
El suelo estuvo decorado con opus signinum y las paredes con frescos imitando sillares de piedra, realizados al parecer por artistas itálicos.
Durante la guerra civil española se convirtió el templo en refugio antiaéreo, lo que conllevó grandes daños y la pérdida de las pocas pinturas que se habían conservado. En el escalón de entrada incluso se grabó "VIVA LA CNT", que todavía se pueden leer actualmente.

### Las termas

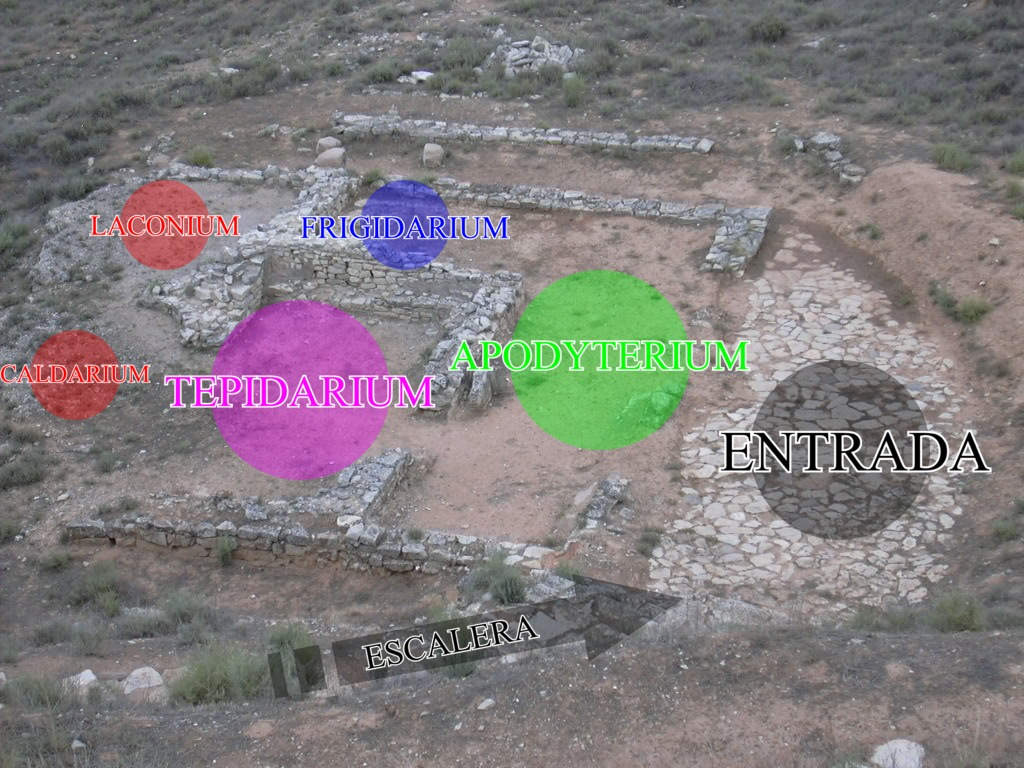
Termas vistas desde la acrópolis.

Las termas, fechadas entre los siglos I y II a. C., son de las más antiguas que se han descubierto en la península ibérica. Se encuentran extramuros y se comunican con la ciudad a través de unas escaleras. Se entraba por los vestuarios a cuya derecha se encontraba el frigidarium. El tepidarium se encontraba detrás de los vestuarios y detrás dos habitaciones, que contendrían el caldarium y los baños de vapor. Existía posiblemente también un gimnasio (palestra) del lado del tepidarium.
Las calderas se encontraban en el lado del frigidarium, alejadas de la acrópolis.
El agua se cree que provenía del aljibe a través de algún tipo de canalización que ha desaparecido.

### Las casas
Las casas íberas normales eran de unos 40 m². Habitualmente de tres habitaciones, podían tener hasta cuatro en familias ricas. La primera habitación, al lado de la entrada, era la cocina. Se encontraba cerca de la puerta para facilitar la ventilación, ya que a pesar de las pequeñas ventanas y la chimenea, la ventilación era deficiente. Tras la puerta de entrada se encontraba la sala principal en la que se hacía la vida diaria. Al fondo el dormitorio, que en el caso de familias pudientes podían ser dos.

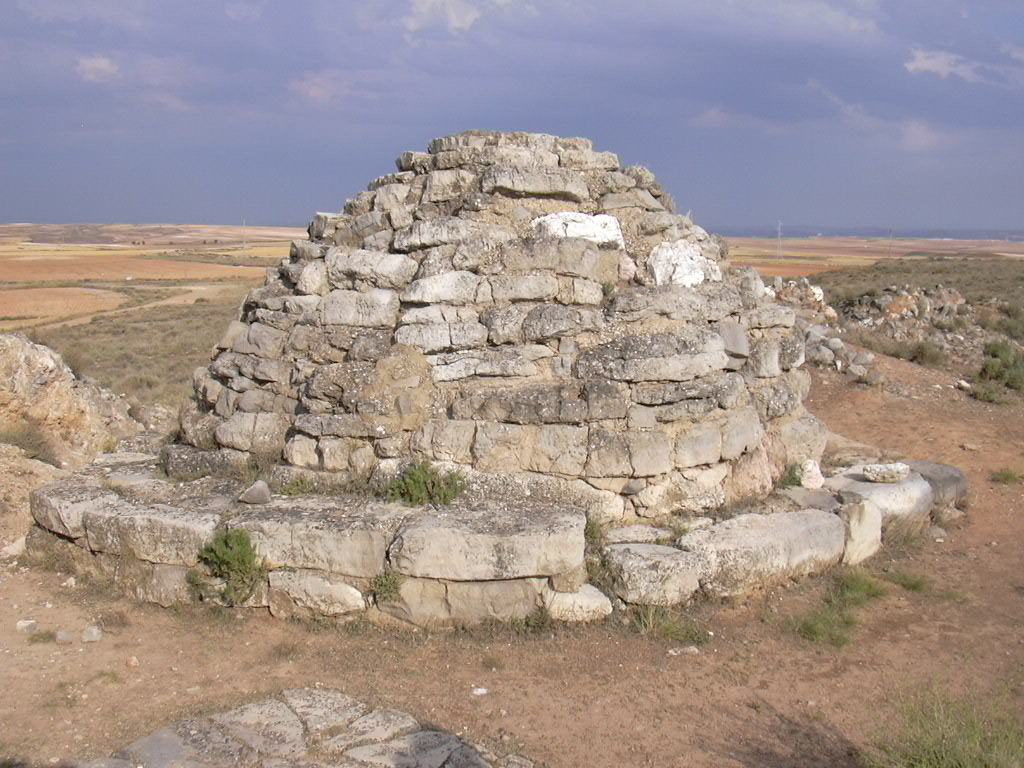
Tumba ibérica

La romanización de la ciudad trajo las modas del Imperio también en la construcción. Los habitantes más ricos hicieron sus casas con un patio central y las dependencias a su alrededor: cocina, dormitorios, comedor, tablinum, etc.
La casa del régulo local es mucho más grande que las habituales, unos 300 m². Está realizada al estilo romano, más "moderno", con un patio central alrededor del cual se distribuyen las habitaciones.
Entre las casas, distribuidas en manzanas, se encuentran almacenes, grandes habitaciones llenas de tinajas. También se ha encontrado un molino de piedra para cereales en lo que se cree era la antigua panadería.

### La tumba ibérica
Entre los restos de la rampa realizada por las tropas de Pompeyo, se ha excavado una tumba íbera, la única conservada. Es una cúpula de piedras sobre un zócalo cuadrado situado a orillas de un camino empedrado de salida de la ciudad.